# Kaisertreue Jugend
Die Kaisertreue Jugend e. V. war eine monarchistische Organisation in Deutschland.

## Geschichte
Sie wurde 1922 in der Weimarer Republik gegründet, wo sie die Rechtsform eines eingetragenen Vereins hatte. Sie war besonders in der Reichshauptstadt Berlin aktiv und hatte dort häufige Zusammentreffen. Es wurden zudem auch regelmäßig Besuchsfahrten nach Haus Doorn zum vormaligen, bis November 1918 amtierenden Kaiser Wilhelm II. in dessen niederländisches Exil unternommen. Die neuen Mitglieder wurden dort dem Chef des Hauses Hohenzollern vorgestellt, der von den Anhängern des Vereins weiterhin als legitimer Deutscher Kaiser betrachtet wurde. 1934 wurde die Kaisertreue Jugend durch die NSDAP aufgelöst. Nach dem Ende des Zweiten Weltkriegs und der NS-Diktatur fanden sich einige überlebende Mitglieder in der Organisation „Tradition und Leben“ wieder.

## Bundeslied
Das Bundeslied der Kaisertreuen Jugend schrieb Hans von Felgenhauer (wohl 1863–1946). Das Lied hat vier Strophen und passt zur Melodie des Deutschlandliedes. Die erste Strophe thematisiert die Freiheit, die zweite das Recht; die dritte vergleicht die Gegenwart mit der Kaiserzeit. Die vierte und letzte Strophe fordert auf, mutig für den Kaiser einzustehen, da der Hass der Gegner vergehen würde.